# Доњи Толос
Доњи Толос (грч. Κάτω Θόλος, Като Толос) је насељено место у општини Паранести у периферији Источна Македонија и Тракија, Грчка. Према попису из 2021. године био је 101 становник.
Доњи Толос је подигнут непосредно пре Другог светског рата и његови мештани су грчке избеглице пресељене из суседног села Толос. На попису из 1940. године Доњи Толос је имао 197 становника.